# カシオ・LKシリーズ
LKシリーズはカシオ計算機株式会社が販売する製品で、鍵盤の光るメロディガイド機能「光ナビゲーションシステム」を採用した初心者向けシンセサイザーの型番・商品名。

## 概要

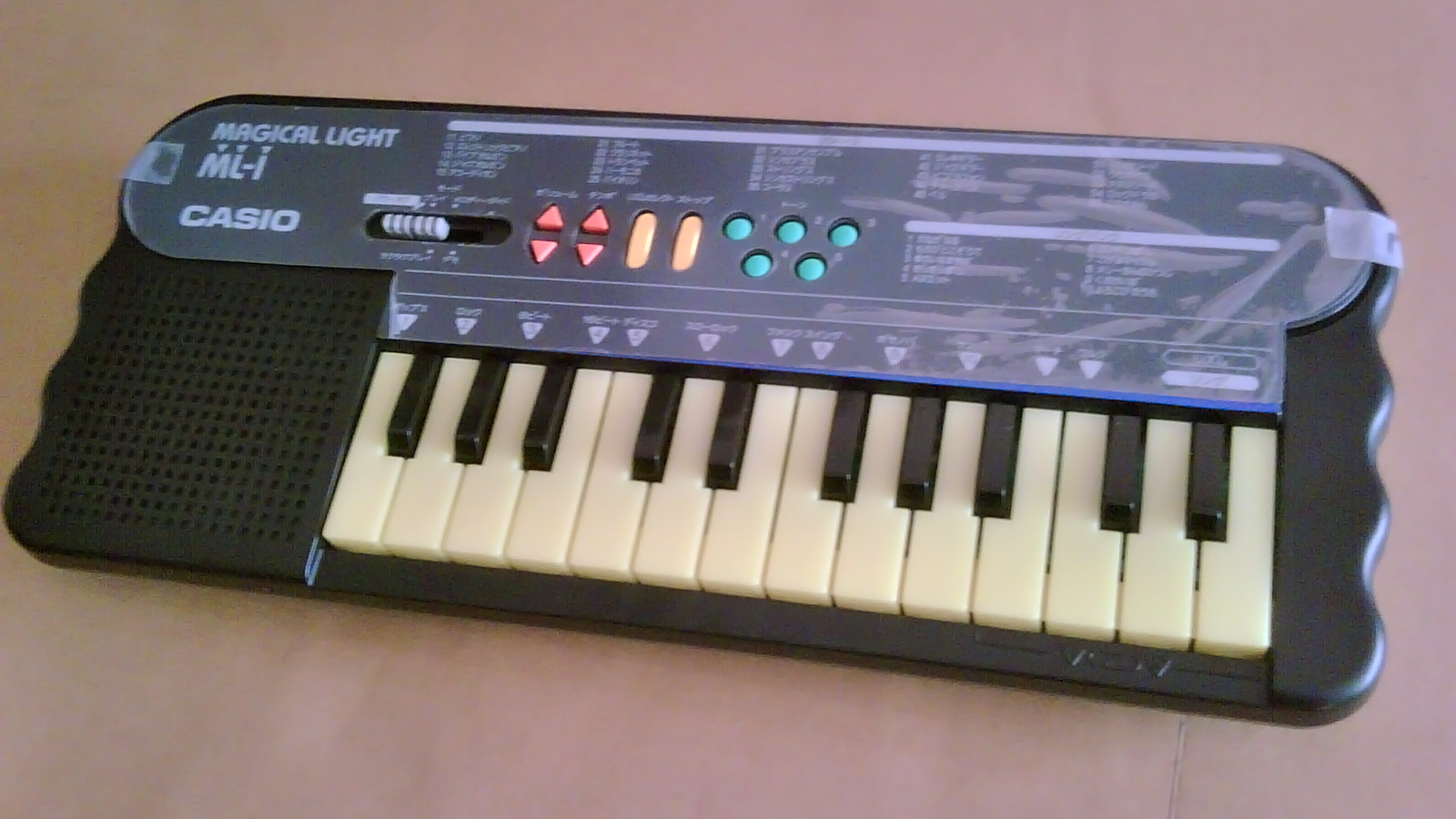
ML-1

カシオ計算機は1994年に「MAGICAL LIGHT」と銘打って、赤く光る鍵盤を搭載したミニキーボード「ML-1」を発売した。
1996年に同機能を搭載した標準鍵の「CTK-520L」「CTK-220L」を発売。97年には「CTK-620L」を発売。98年に「CTK-560L」と大型液晶「ミュージカル・インフォメーション・システム」を採用した「CTK-660L」を発売した。
鍵盤が光る機能は「光ナビゲーションシステム」（光ナビ）として「LK-60」以後、「LKシリーズ」に標準搭載され、非搭載のモデルは「CTKシリーズ」として併売される形をとる。
このLKという型式は、かつてカシオトーンのうち低価格帯の機種に教則本やビデオなどを付属して製造・販売されていたものにも命名されていた。
よって、光ナビ登場前の「TONE BANK LK-100」と光ナビ搭載の国際モデル「LK-100」のように新旧で同一の型番も存在する。
その他、小学生向けのモデルとして標準鍵採用で「LUCE（）」モデル、幼児向けのミニキーボードモデル「LK-3」「LK-20」も販売された。
2019年8月の日本国内ラインナップは、低年齢向けの「LK-312」、一般向けの「LK-512」であり、LKシリーズにミニキーボードモデルは存在しない。音源方式は「LK-312」がAHL音源、「LK-512」がAiX音源を搭載する。
また国内限定の型番として「ジャパネットモデル」や、海外限定の型番が存在する。

### 特徴的な機能
光ナビゲーションシステム
鍵盤に内蔵されたLEDが赤く光って、押すべき順番を知らせる。
3ステップレッスン
ステップ1＝どの鍵盤を弾いても正しいメロディーが鳴る。
ステップ2＝自分の弾くペースに伴奏が合わせてくれる。
ステップ3＝伴奏に合わせて演奏していく。
ミュージカル・インフォメーション・システム（MIS）
液晶画面で、運指（どの指でどの鍵盤を押すか）等を案内する。

### 対応する通信サービス・サイト
インターネット楽譜ナビ（楽譜ナビ）
メロディー、歌詞、コードを含む楽譜データのインターネット配信サービス。
インターネット・ソングバンク（カラオケ配信）
1曲からダウンロード可能なインターネットカラオケ配信サービス。
CASIO Music Site
楽譜ナビ、カラオケ配信の総合サイト。

## シリーズの国内モデル
| 型式                                               | 発売日                                             | 価格*1                                             | 鍵数                                               | LK*2                                               | MIS                                                | MIDI                                               | 電源                                               | 記事 |
| ミニキーボード（幼児向け、初期の低学年向けモデル） | ミニキーボード（幼児向け、初期の低学年向けモデル） | ミニキーボード（幼児向け、初期の低学年向けモデル） | ミニキーボード（幼児向け、初期の低学年向けモデル） | ミニキーボード（幼児向け、初期の低学年向けモデル） | ミニキーボード（幼児向け、初期の低学年向けモデル） | ミニキーボード（幼児向け、初期の低学年向けモデル） | ミニキーボード（幼児向け、初期の低学年向けモデル） | ミニキーボード（幼児向け、初期の低学年向けモデル） |
| -------------------------------------------------- | -------------------------------------------------- | -------------------------------------------------- | -------------------------------------------------- | -------------------------------------------------- | -------------------------------------------------- | -------------------------------------------------- | -------------------------------------------------- | --- |
| LK-3 SO/SB                                         | 2006                                               | ¥5,000                                             | 24                                                 | △                                                  |                                                    |                                                    | DC7.5V（AD-1JL） 単三×5本                          | 光ナビは白鍵のみ。「さんぽ～となりのトトロより」「アンパンマンのマーチ」など10曲収録。SOはスケルトンオレンジ、SBはスケルトンブルー |
| LK-5 BE                                            | 2003                                               | ¥11,800                                            | 32                                                 | ○                                                  |                                                    |                                                    | DC7.5V（AD-1JL） 単三×5本                          | 「だんご3兄弟」「となりのトトロ」「めざせポケモンマスター」など20曲収録。抗菌ミニマイク付属。 |
| LK-6 (ML-2)                                        | - （1994）                                         |                                                    | 36                                                 | △                                                  |                                                    |                                                    | AD-1 単三×5本                                      | 光ナビは白鍵のみ。Magical Light「ML-2」同等品。 |
| LK-20 (CTK-220L)                                   | - （1996）                                         | ¥19,800                                            | 48                                                 | ○                                                  |                                                    |                                                    | AD-5JL 単三×6本                                    | 「となりのトトロ」「だんご3兄弟」「めざせポケモンマスター」など20曲。マイク付属。PCM音源。 |
| 小学校低学年向けモデル                             |                                                    |                                                    |                                                    |                                                    |                                                    |                                                    |                                                    | |
| LK-35                                              | 2000/9/1                                           | ¥25,000                                            | 61                                                 | ○                                                  |                                                    |                                                    | DC9V 単三×6本                                      | 「TSUNAMI」「名探偵コナン」といった最新ヒットソングやアニメ曲、ピアノ曲などを新しく内蔵。 |
| LK-36                                              | 2001/9                                             | ¥25,000                                            | 61                                                 | ○                                                  |                                                    | ○                                                  | DC9V 単三×6本                                      | パソコンで 楽譜をダウンロードすることができる「インターネット楽譜ナビ」に対応（ MIDI機能の「トーンマップ」を「G」に設定する）。 |
| LK-37                                              | 2002/10/1                                          | ¥25,000                                            | 61                                                 | ○                                                  |                                                    |                                                    | DC9V（AD-5JL） 単三×6本                            | 小学校低学年までが対象の「LUCE」モデル。ボディカラーは明るいポップなデザイン。マイク付属。 |
| LK-38                                              | 2003/9/20                                          | ¥25,000                                            | 61                                                 | ○                                                  |                                                    |                                                    | DC9V 単三×6本                                      | LUCE（） 音に合わせて叩くと光る「光るミュージカルパッド」を搭載。ミニマイク付属。 |
| LK-39                                              | 2004/09/24                                         | ¥25,000                                            | 61                                                 | ○                                                  |                                                    |                                                    | DC9V 単三×6本                                      | LUCE（） 「光るミュージカルパッド」。ハンズフリーマイク付属。 |
| LK-41                                              | 2004/9                                             | ¥19,800                                            | 61                                                 | ○                                                  | ○                                                  | ○                                                  | DC9V 単三×6本                                      | ジャパネットオリジナル。「地上の星」「世界に一つだけの花」「亜麻色の髪の乙女」など収録。「インターネット楽譜ナビ」対応。スタンド・椅子・ヘッドホンセット「UT-15」付属。                                                                            |
| LK-101                                             | 2005/9/7                                           | ¥25,000                                            | 61                                                 | ○                                                  | ○                                                  |                                                    | DC9V（AD-5JL） 単三×6本                            | 「花」「マツケンサンバII」などを収録。小学生を対象にした普及モデル。ハンズフリーマイク付属。 |
| LK-107                                             | 2009/8/3                                           | ¥25,000                                            | 61                                                 | ○                                                  | ○                                                  | ○                                                  | DC9V（AD-5JL） 単三×6本                            | 運指音声案内、「脳にキク」エクササイズ・フレーズ、タッチレスポンス、サンプリング１秒。USB。マイク付属 |
| LK-108                                             | 2010/9                                             | ¥25,000                                            | 61                                                 | ○                                                  | ○                                                  | ○                                                  | DC9V（AD-5JL） 単三×6本                            | 運指音声案内、「脳にキク」エクササイズ・フレーズ、タッチレスポンス、サンプリング1秒。USB。マイク付属 |
| LK-111                                             | 2011/8                                             | ¥25,000                                            | 61                                                 | ○                                                  | ○                                                  | ○                                                  | AD-E95100L 単三×6本                                | フルモデルチェンジ。「CTK-2200」をベースに光る鍵盤、レッスン機能、マイク入力端子を追加。運指音声案内、「脳にキク」エクササイズ・フレーズ、タッチレスポンス、サンプリング1秒。USB。マイク付属                                                       |
| LK-115                                             | 2012/8                                             | ¥25,000                                            | 61                                                 | ○                                                  | ○                                                  | ○                                                  | AD-E95100L 単三×6本                                | 「LK-111」から収録曲と色を変更したマイナーチェンジモデル。 |
| LK-118                                             | 2013/9                                             | ¥25,000                                            | 61                                                 | ○                                                  | ○                                                  | ○                                                  | AD-E95100L 単三×6本                                | 「LK-115」から収録曲と色を変更したマイナーチェンジモデル。 |
| LK-121                                             | 2014/8                                             | オープンプライス                                   | 61                                                 | ○                                                  | ○                                                  | ○                                                  | AD-E95100L 単三×6本                                | 「LK-118」から収録曲と色を変更したマイナーチェンジモデル。 |
| LK-122                                             | 2015/8                                             | オープンプライス                                   | 61                                                 | ○                                                  | ○                                                  | ○                                                  | AD-E95100L 単三×6本                                | 「LK-121」から収録曲と色を変更したマイナーチェンジモデル。 |
| LK-123                                             | 2016/10                                            | オープンプライス                                   | 61                                                 | ○                                                  | ○                                                  | ○                                                  | AD-E95100L 単三×6本                                | 「LK-122」から収録曲と色を変更したマイナーチェンジモデル。 |
| LK-128                                             | 2017/9                                             | オープンプライス                                   | 61                                                 | ○                                                  | ○                                                  | ○                                                  | AD-E95100L 単三×6本                                | 「LK-123」からのビッグマイナーチェンジモデル。「CTK-2550」がベース。USB端子及びサンプリング機能廃止。 |
| LK-311                                             | 2018/8/28                                          | オープンプライス                                   | 61                                                 | ○                                                  | ○                                                  | ○                                                  | AD-E95100L 単三×6本                                | 「LK-128」から収録曲と色を変更したマイナーチェンジモデル。 |
| 一般向けモデル                                     |                                                    |                                                    |                                                    |                                                    |                                                    |                                                    |                                                    | |
| LK-55                                              | 2000/9/1                                           | ¥38,000                                            | 61                                                 | ○                                                  | ○                                                  | ○                                                  | DC9V 単三×6本                                      | 「インターネット楽譜ナビ」対応。フロッピーディスクドライブ別売。バックライト液晶。 |
| LK-57                                              | 2002/10/1                                          | ¥38,000                                            | 61                                                 | ○                                                  | ○                                                  | ○                                                  | DC9V（AD-5JL） 単三×6本                            | 「インターネット楽譜ナビ」対応。タッチレスポンス。バックライト付大型液晶、ソングメモリー。マイク付属。 |
| LK-58                                              | 2003/9/20                                          | ¥38,000                                            | 61                                                 | ○                                                  | ○                                                  | ○                                                  | DC9V（AD-5JL） 単三×6本                            | 「CASIO Music Site」「「インターネット楽譜ナビ」対応。大型液晶画面に歌詞を表示するカラオケ機能。好きな曲を目覚ましにするタイマー機能。マイク付属。                                                                                                 |
| LK-180TV                                           | 2004/9/24                                          | ¥38,000                                            | 61                                                 | ○                                                  | ○                                                  | ○                                                  | DC9V（AD-5JL） 単三×6本                            | 「インターネット楽譜ナビ」対応。テレビに接続可能。 CDドライブは非搭載。マイク付属。 |
| LK-205                                             | 2008/8/3                                           | ¥38,000                                            | 61                                                 | ○                                                  | ○                                                  | ○                                                  | DC9V（AD-5JL） 単一×6本                            | |
| LK-207                                             | 2009/8/3                                           | ¥38,000                                            | 61                                                 | ○                                                  | ○                                                  | ○                                                  | DC9V（AD-5JL） 単三×6本                            | LK-107の機能に加え、SDカード（最大2GB）対応、演奏録音、サンプリング10秒。 |
| LK-208                                             | 2010/9                                             | ¥38,000                                            | 61                                                 | ○                                                  | ○                                                  | ○                                                  | DC9V（AD-5JL） 単三×6本                            | LK-108の機能に加え、SDカード（最大2GB）対応、演奏録音、サンプリング10秒。 |
| LK-211                                             | 2011/8                                             | ¥38,000                                            | 61                                                 | ○                                                  | ○                                                  | ○                                                  | AD-E95100L 単三×6本                                | フルモデルチェンジ。「CTK-4200」をベースに、光る鍵盤、レッスン機能、マイク入力端子を追加。SDカード（最大2GB）対応、演奏録音、サンプリング10秒。 |
| LK-215                                             | 2012/8                                             | ¥38,000                                            | 61                                                 | ○                                                  | ○                                                  | ○                                                  | AD-E95100L 単三×6本                                | 「LK-211」から収録曲と色を変更したマイナーチェンジモデル。 |
| LK-218                                             | 2013/9                                             | ¥38,000                                            | 61                                                 | ○                                                  | ○                                                  | ○                                                  | AD-E95100L 単三×6本                                | 「LK-215」から収録曲と色を変更したマイナーチェンジモデル。 |
| LK-221                                             | 2014/8                                             | オープンプライス                                   | 61                                                 | ○                                                  | ○                                                  | ○                                                  | AD-E95100L 単三×6本                                | 「LK-218」からのビッグマイナーチェンジモデル。「CTK-4400」がベース。 |
| LK-222                                             | 2015/8                                             | オープンプライス                                   | 61                                                 | ○                                                  | ○                                                  | ○                                                  | AD-E95100L 単三×6本                                | 「LK-221」から収録曲と色を変更したマイナーチェンジモデル。 |
| LK-223                                             | 2016/9                                             | オープンプライス                                   | 61                                                 | ○                                                  | ○                                                  | ○                                                  | AD-E95100L 単三×6本                                | 「LK-222」から収録曲と色を変更したマイナーチェンジモデル。 |
| LK-228                                             | 2017/9                                             | オープンプライス                                   | 61                                                 | ○                                                  | ○                                                  | ○                                                  | AD-E95100L 単三×6本                                | 「LK-223」から収録曲と色を変更したマイナーチェンジモデル。 |
| LK-511                                             | 2018/8/28                                          | オープンプライス                                   | 61                                                 | ○                                                  | ○                                                  | ○                                                  | AD-E95100L 単三×6本                                | フルモデルチェンジ。「CT-X700」をベースに、光る鍵盤、レッスン機能、マイク入力端子を追加。スマートフォンやタブレットとの連携機能搭載。マイク付属。                                                                                                  |
| 高機能モデル                                       |                                                    |                                                    |                                                    |                                                    |                                                    |                                                    |                                                    | |
| LK-60 (CTK-660L)                                   | - （1998/10/1）                                    | ¥50,000                                            | 61                                                 | ○                                                  | ○                                                  | ○                                                  | DC9V（AD-5JL） 単三×6本                            | 「インターネット楽譜ナビ」対応。 タッチレスポンス鍵盤。録音メモリー、デジタルリバーブ。解説ビデオ付属。 |
| LK-80FD                                            | 1999/9/20                                          | ¥75,000                                            | 73                                                 | ○                                                  | ○                                                  | ○                                                  | DC9V（AD-5JL） 単三×6本                            | 「インターネット楽譜ナビ」対応。73鍵の本格仕様。「FD-1」（17,500円、10/1発売）付属。市販SMFデータによる自動演奏。バックライト液晶。 |
| LK-01PC                                            | 1999/11月                                          | ¥56,000                                            | 61                                                 | ○                                                  | ○                                                  | ○                                                  | DC9V（AD-5JL） 単三×6本                            | 「インターネット楽譜ナビ」対応。MIDIデータ配信サービス「LANA Online City」対応。PC接続ケーブル「IN-01」（8,000円）と専用ソフト付属。 |
| LK-65                                              | 2000/9/7                                           | ¥50,000                                            | 61                                                 | ○                                                  | ○                                                  | ○                                                  | DC9V（AD-5JL） 単三×6本                            | 「インターネット楽譜ナビ」対応。「FD-1」「IN-01」対応。マルチカラーバックライト液晶。スピーカーネットを配したオーディオ風デザイン。 |
| LK-70BL                                            | 2000/9/30                                          | ¥56,000                                            | 61                                                 | ○                                                  | ○                                                  | ○                                                  | DC9V（AD-5JL） 単三×6本                            | クラブを意識した青く光る鍵盤とデザイン。「インターネット楽譜ナビ」対応。「FD-1」「IN-01」対応。マルチカラーバックライト液晶。クラブミュージック「CARTOON HEROES」などを収録。                                                                      |
| LK-250it                                           | 2001/9/10                                          | ¥63,000                                            | 61                                                 | ○                                                  | ○                                                  | ○                                                  | DC9V（AD-5JL） 単三×6本                            | 「インターネット楽譜ナビ」「Casio Music Site for ケータイ」対応。携帯接続ケーブル付属。スマートメディア対応。「IN-01」「FD-1」対応。 |
| LK-350it                                           | 2001/9/15                                          | ¥88,000                                            | 76                                                 | ○                                                  | ○                                                  | ○                                                  | AD-12JL 単三×6本                                   | 「インターネット楽譜ナビ」「Casio Music Site for ケータイ」対応。携帯接続ケーブル付属。スマートメディア対応。「IN-01」「FD-1」対応。 |
| LK-160PC                                           | 2002/10/1                                          | ¥50,000                                            | 61                                                 | ○                                                  | ○                                                  | ○                                                  | DC9V（AD-5JL） 単三×6本                            | 「CASIO Music Site」「インターネット楽譜ナビ」対応。「シンガーソングライターLite（体験版）」付属。USB端子。GM音源。 |
| LK-88CD                                            | 2003/9/20                                          | ¥50,000                                            | 61                                                 | ○                                                  | ○                                                  | ○                                                  | AD-12JL 単三×6本                                   | 「CASIO Music Site」「インターネット楽譜ナビ」対応。CDドライブ搭載で専用CDにより曲を追加可能。カラオケ機能。USB。 |
| LK-280CDTV                                         | 2004/9/24                                          | ¥50,000                                            | 61                                                 | ○                                                  | ○                                                  | ○                                                  | AD-12JL 単三×6本                                   | 「インターネット楽譜ナビ」対応。カラオケの歌詞やレッスンの採点をテレビに映し出せる“ユアソング”シリーズ。市販CDも再生可能。USB。 |
| LK-301BB                                           | 2005/12/10                                         | ¥50,000                                            | 61                                                 | ○                                                  | ○                                                  | ○                                                  | AD-12JL 単三×6本                                   | LAN端子。ブロードバンド対応で練習曲4200曲を利用可。高音質HL音源 |
| 2019年現行                                         |                                                    |                                                    |                                                    |                                                    |                                                    |                                                    |                                                    | |
| LK-312                                             | 2019/8/30                                          | オープンプライス                                   | 61                                                 | ○                                                  |                                                    | ○                                                  | AD-E95100L 単三×6本                                | 低年齢向け。「LK-311」からフルモデルチェンジ。「CT-S200」をベースに、光る鍵盤、レッスン機能、マイク入力端子を追加。マイク付属。 |
| LK-512                                             | 2019/8/30                                          | オープンプライス                                   | 61                                                 | ○                                                  | ○                                                  | ○                                                  | AD-E95100L 単三×6本                                | 一般向け。「LK-511」から収録曲と色を変更したマイナーチェンジモデル。光る鍵盤、レッスン機能、マイク入力端子を追加。スマートフォンやタブレットとの連携機能搭載。マイク付属。                                                                         |
| LK-315                                             | 2020/8/27                                          | オープンプライス                                   | 61                                                 | ○                                                  |                                                    | ○                                                  | AD-E95100LJ 単三×6本                               | お子様向けモデル。LK-312から収録曲と曲を変更したマイナーチェンジモデル。光る鍵盤、ステップアップレッスンを搭載、マイク付属 |
| LK-515                                             | 2020/8/27                                          | オープンプライス                                   | 61                                                 | ○                                                  |                                                    | ○                                                  | AD-E95100LJ 単三×6本                               | 一般向けモデル。「LK-512」から収録曲と色を変更したマイナーチェンジモデル。機能は「LK-512」を参照。マイク付属。 |
| LK-516                                             |                                                    |                                                    | 61                                                 | ○                                                  |                                                    | 〇                                                 | AD-E95100LJ 単三ｘ6本                              | ユーキャン「ココチモ」限定モデル。収録曲230曲入り。「LK‐515」は収録曲がポップスや子供の曲なのに対し、当機種は、演歌や歌謡曲などを収録している。マイク・ヘッドホン付属。                                                                            |
| LK-320                                             | 2021/9/17                                          | オープンプライス                                   | 61                                                 | ○                                                  |                                                    | ○                                                  | AD-E95100LJ 単三×6本                               | 「LK-315」を参照 |
| LK-520                                             | 2021/9/17                                          | オープンプライス                                   | 61                                                 | ○                                                  |                                                    | ○                                                  | AD-E95100LJ 単三×6本                               | 一般向けモデル。フルモデルチェンジ。「CT‐S400」をベースに光る鍵盤、レッスン機能、マイク入力端子を追加。スマートフォン及びタブレット端末連携機能搭載。当機種からBluetoothワイヤレス接続機能搭載。マイク・ワイヤレスMIDI・オーディオブースター付属。 |
| LK-526                                             |                                                    |                                                    |                                                    |                                                    |                                                    |                                                    |                                                    | ユーキャン「ココチモ」限定モデル |